# 拉雷納 (查拉特南戈省)
拉雷納（西班牙語：La Reina），是薩爾瓦多的城鎮，位於該國西北部，由查拉特南戈省負責管轄，面積133.5平方公里，海拔高度453米，2007年人口9,525，人口密度每平方公里71.35人。
14°11′N 89°9′W / 14.183°N 89.150°W